# Gongju
Gongju (hangul: 공주시; hanja: 公州市) är en stad i provinsen Södra Chungcheong i Sydkorea. Invånarantalet var 106 536 i slutet av 2020, varav 61 305 bodde i själva centralorten.

## Administrativ indelning
Centralorten är indelad i sex stadsdelar (dong): 
Geumhak-dong,
Junghak-dong,
Ongnyong-dong,
Singwan-dong,
Ungjin-dong och
Wolsong-dong.
Resten av kommunen består av en köping (eup) och nio socknar (myeon):
Banpo-myeon,
Gyeryong-myeon,
Iin-myeon,
Jeongan-myeon,
Sagok-myeon,
Sinpung-myeon,
Tancheon-myeon,
Uidang-myeon,
Useong-myeon och
Yugu-eup.

## Sejong
År 2004 avsattes ett område på 73 kvadratkilometer i staden Gongju och den angränsande kommunen Yeongi för att flytta dit landets huvudstad från Seoul. Planerna mötte motstånd vilket gjort att man delvis fick överge eller omarbeta det ursprungliga förslaget. År 2007 beslutade man att skapa en administrativ stad med namnet Sejong, på ungefär samma plats där man tidigare beslutat att bygga denna alternativa huvudstad. År 2012 blev Sejong en "speciell självstyrande stad" på samma administrativa nivå som landets provinser och Gongju minskade till såväl yta som folkmängd. 